# Lampón
Lampón (llamada oficialmente Santiago de Lampón) es una parroquia española del municipio de Boiro, en la provincia de La Coruña, Galicia. 

## Otras denominaciones
La parroquia también ha sido conocida por el nombre de Santiago de la Magdalena.

## Entidades de población
Entidades de población que forman parte de la parroquia:
- Carballal (O Carballal)
- Cobo (O Covo)
- Escarabote
- Escarabotiño
- Escarís
- Escobias (As Escobias)
- Goyanes (Goiáns)
- Magdalena (A Madanela)
- Montaña
- Montañó
- Outeiro
- Peralto
- Piñeiro
- Poza (A Poza)
- Rosadelas (Rozadelas)
- Rosomil
- San Mauro
- Sealo
- Sobreiral (O Sobreiral)
- A Agramuíña
- O Outeiro

## Demografía
| Gráfica de evolución demográfica de Lampón entre 2000 y 2018 |
|                                                              |
| Datos según el nomenclátor publicado por el INE.             |